# Aleksiej Razumowski
Aleksiej Grigorjewicz Razumowski ros. Алексе́й Григо́рьевич Разумо́вский, ur. jako Oleksij Hryhorowycz Rozum ukr. Олексій Григорович Розум (ur. 17 marca?/28 marca 1709 w wiosce Lemiesze koło Czernihowa, zm. 6 lipca?/17 lipca 1771 w Petersburgu)– rosyjski marszałek polny pochodzenia ukraińskiego, faworyt cesarzowej Elżbiety Piotrownej, członek rosyjskiej akademii nauk.

## Życiorys
Z pochodzenia Kozak zaporoski, syn Hryhorija Jakowlewycza Rozuma (zm. 1730) i Natalii Demyanownej Demeszkowej. Wyróżniał się urodą i talentem wokalnym.  
Śpiewał w cerkwi, następnie dołączył do grona dworskich chórzystów. Tam w 1731 r. poznał kuzynkę cesarzowej Anny Iwanownej, Elżbietę Piotrowną. Wkrótce ich znajomość przerodziła się w romans. 
10 lat później Elżbieta została cesarzową Rosji. Aleksiej został mianowany hrabią, kawalerem Orderu św. Andrzeja oraz szambelanem.  Podczas oficjalnych uroczystości zajmował miejsce obok cesarzowej, nazywany był Nocnym imperatorem Rosji. Mimo że przyjaciele i rodzina zachęcali go do utrwalenia swoich wpływów, ten jednak nie nadużywał swojej pozycji i nie miał ambicji politycznych; jedynie  wspomagał kanclerza Aleksieja Bestużewa-Riumina i ingerował w sprawy Synodu.
24 września 1742 r. Elżbieta przebywała w domostwie Razumowskich, we wsi Pierowo. Wtedy najprawdopodobniej Aleksiej poślubił cesarzową, jednak nie zostało to nigdy oficjalnie ogłoszone. Z tego związku urodziła się córka Augusta Timofiejewna (zwana również księżniczką Tarakanową - pod tym imieniem występowała pretendentka do tronu Rosji w 1774 r.), która zmarła w 1810 r.
W 1744 od cesarza Karola VII otrzymał tytuł hrabiego Rzeszy, w 1756 został marszałkiem polnym. Został też odznaczony Orderem Orła Białego. Za wskazówką Aleksego jego młodszy brat, 18-letni Kiriłł Razumowski został wybrany prezydentem Rosyjskiej Akademii Nauk i urząd ten pełnił przez ponad pięćdziesiąt lat w latach 1746–1798.
Cesarzowa Elżbieta zmarła 5 stycznia 1762 r. Władzę objął jej siostrzeniec, Piotr III, jednak po pół roku został strącony z tronu przez swoją żonę Katarzynę. Nowa władczyni poleciła kanclerzowi Michaiłowi Woroncowowi sprawdzenie, czy Aleksiej Razumowski faktycznie był mężem cesarzowej, jednak ten podczas jego wizyty spalił dokumenty w kominku.
Współfundator soboru Narodzenia Matki Bożej w Kozielcu.